# Ромарік
Коффі́ Крістіа́н Ромарі́к Ндрі (фр. Koffi Christian Romaric N'dri, нар. 4 червня 1983, Абіджан), відомий як Ромарі́к — івуарійський футболіст, півзахисник клубу «Сарагоси».

## Клубна кар'єра
У дорослому футболі дебютував 2001 року виступами за команду івуарійського клубу «АСЕК Мімозас», в якій провів два сезони.
Своєю грою за цю команду привернув увагу представників тренерського штабу бельгійського клубу «Беверен» і 2003 року переїхав до Європи. Відіграв за команду з Беверена наступні два сезони своєї ігрової кар'єри. Більшість часу, проведеного у складі «Беверена», був основним гравцем команди. У складі «Беверена» був одним з головних бомбардирів команди, маючи середню результативність на рівні 0,41 голу за гру першості.
Протягом 2005—2008 років захищав кольори команди французького клубу «Ле-Ман».
2008 року уклав контракт з іспанською «Севільєю», у складі якої провів наступні три роки своєї кар'єри гравця.  Граючи у складі «Севільї» також здебільшого виходив на поле в основному складі команди. За цей час виборов титул володаря Кубка Іспанії з футболу.
До складу клубу «Еспаньйол» приєднався на умовах оренди 2011 року.

## Виступи за збірну
2005 року дебютував в офіційних матчах у складі національної збірної Кот-д'Івуару. Наразі провів у формі головної команди країни 38 матчів, забивши 5 голів.
У складі збірної був учасником чемпіонату світу 2006 року у Німеччині, чемпіонату світу 2010 року у ПАР.

## Досягнення
- Володар кубка Іспанії з футболу (1):

«Севілья»: 2009-10
- Срібний призер Кубка африканських націй: 2006